# 日本国有鉄道

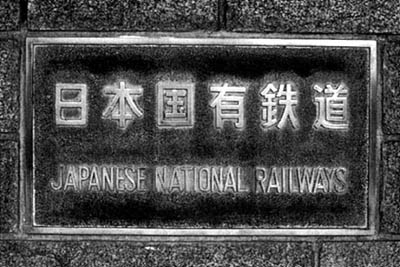
国鉄本社玄関銘板（現在鉄道博物館所蔵）

日本国有鉄道（にほんこくゆうてつどう、にっぽんこくゆうてつどう、英語: Japanese National Railways、英略称:JNR）は、日本国有鉄道法に基づき日本の国有鉄道を運営していた公共企業体である。本社所在地は東京都千代田区丸の内の東京駅前にある国鉄本社ビル。略称は国鉄（こくてつ）。
経営形態は政府が100%出資する公社（特殊法人）であり、いわゆる三公社五現業の一つであった。職員は日本国有鉄道法第34条第1項により「公務に従事する者」とみなされていたが、国家公務員ではなかった（同条2項）。
1872年（明治5年）の鉄道開業以来、国営事業として鉄道省などの政府官庁によって経営されていた国有鉄道事業を、独立採算制の公共事業として承継する国（運輸省、現在の国土交通省）の外郭団体として、戦後の1949年（昭和24年）6月1日に発足した。
1987年（昭和62年）4月1日の国鉄分割民営化に伴い、政府出資の株式会社（特殊会社）形態であるJRグループ各社及び関係法人に事業を承継し、日本国有鉄道清算事業団（1998年〈平成10年〉10月22日解散）に移行した。

## 概要

1964年に開業し、国鉄の象徴となった新幹線（1987年、小倉駅）

日本国有鉄道は、国営事業として運輸省鉄道総局が国の「国有鉄道事業特別会計」によって行っていた国有鉄道事業およびその関連事業を引き継ぎ、国有鉄道を独立採算制の公共事業として経営することを目的に1949年（昭和24年）6月1日に発足した国の公共企業体である。
分割民営化直前の1987年（昭和62年）3月31日時点で新幹線と在来線併せて総延長19,639キロメートルの鉄道路線を持ち、30局の鉄道管理局と総局で運営した。このほか鉄道に関連する船舶事業（航路延長132キロメートル）、自動車（バス）事業（路線延長11,739キロメートル）などを行っていた。
最高責任者である「総裁」は内閣が任命し、任期は4年間。次席の「副総裁」は運輸大臣の認可を受けて総裁が任命し、任期は4年間。さらに技術面で総裁を補佐する「技師長」が置かれた。このほかの役員として任期3年の理事（11人以上17人以下）を置き、このうち国鉄在職の理事を「常務理事」と呼んだ。一般企業の役員会に相当する「理事会」で国鉄内部の重要事項を決めた。
本社は東京都千代田区丸の内一丁目の国鉄本社ビル（現・丸の内オアゾ）に置かれた。旧館は旧鉄道省庁舎で、日本国有鉄道分離直後の運輸省も一時間借りしていた。分割民営化以降、国鉄本社ビルは東日本旅客鉄道株式会社（JR東日本）の本社として、渋谷区代々木に移る1997年（平成9年）まで使用された。
資本金は約89億円。このうち49億円は公共企業体移行時に国有鉄道承継資産総額から国有鉄道事業特別会計の負債を差し引いた残額で、40億円は政府が対日援助見返り資金から出資したものだった。公共企業体化後は政府から追加出資が行われなかったため、設備投資は日本国有鉄道の自己資金と借入金で賄った。
職員数は1980年代までおおむね40万人台で推移したが、合理化により大幅に削減され、民営化直前の1986年（昭和61年）には27万7000人にまで減少した。このうち20万1000人がJRグループの各新会社に移行した。

## シンボルマーク
国鉄を表すマークとしては工部省時代からの「工マーク」（1871年1月〈明治3年12月〉制定）、鉄道院時代からの「動輪マーク」（1909年制定）のほか、公募によって1958年に制定された「JNRマーク」があった。このうち「動輪マーク」は蒸気機関車の動輪をモチーフにしたもので、鉄道旗を始め制帽の帽章や制服の襟章等にもその意匠が用いられていた。

工マーク
動輪マーク
JNRマーク
鉄道旗

## 組織

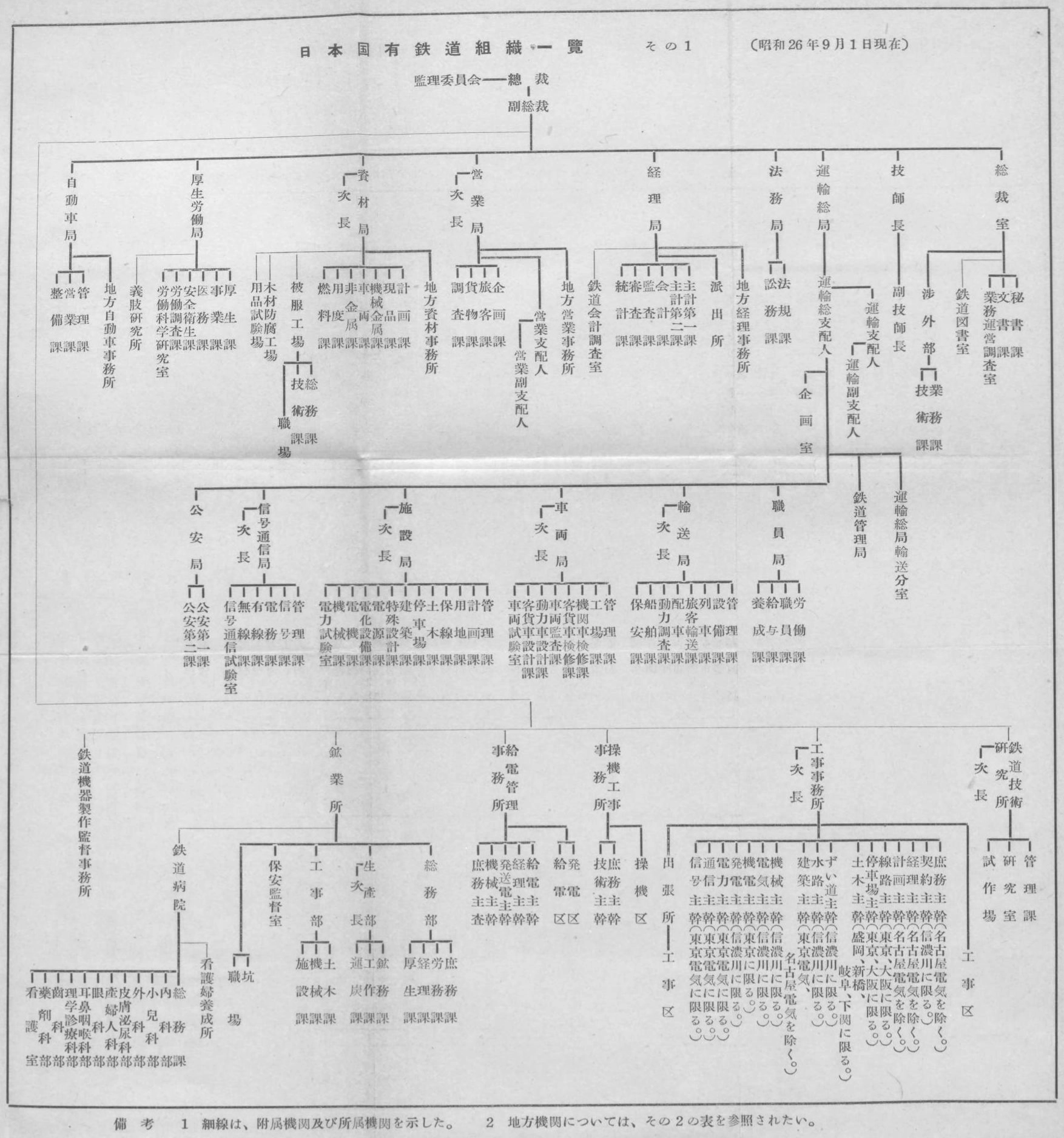
運輸支配人時代の日本国有鉄道組織図（1951年9月1日時点）

（特記ある場合を除いて1987年当時）

### 本社

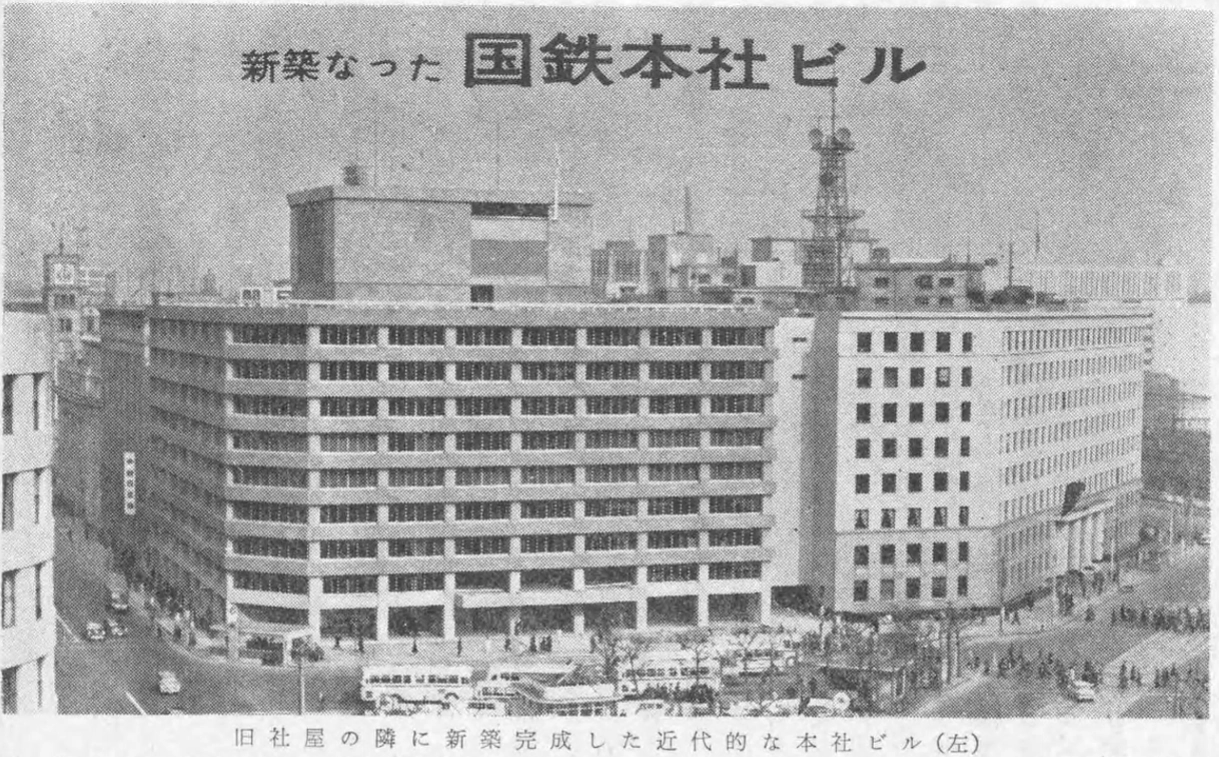
国鉄本社ビル（東京都丸の内）。左が新館（1963年竣工）、右が旧鉄道省庁舎の旧館（1937年竣工）で、右端に東京駅場内の一部が見える

理事会の決定に基づいて各地の総局・鉄道管理局を総括的に管理した。本社部局として14局3部5室を置き、ほかに公安本部、総合人事委員会、監査委員会事務局を置いた。また付属機関として鉄道技術研究所（現・鉄道総合技術研究所）、中央鉄道学園、在外事務所（ニューヨーク、パリ）など9機関を置いた。
1985年3月20日の組織改正で、本社部局の新幹線建設局が建設局に、工作局が車両局に、付属機関の車両設計事務所が車両局（設計課）にそれぞれ統合された。
| 役員組織   | 本社部局         | 本社部局                     | 付属機関                         |
| ---------- | ---------------- | ---------------------------- | -------------------------------- |
| 理事会     | 総裁室           | 貨物局                       | 鉄道技術研究所                   |
| 総裁       | 経営計画室       | 船舶管理室                   | 鉄道労働科学研究所               |
| 副総裁     | 地方交通線対策室 | 自動車局                     | 中央鉄道学園                     |
| 技師長     | 技術計画室       | 運転局                       | 構造物設計事務所                 |
| 常務理事   | 広報部           | 車両局                       | 中央鉄道病院                     |
| 監査委員会 | 外務部           | 建設局                       | 中央保健管理所                   |
|            | 情報システム部   | 施設局                       | 在外事務所（ニューヨーク・パリ） |
| 監察局     | 電気局           | 工事積算室                   |                                  |
| 職員局     | 事業局           | 中央情報システム管理センター |                                  |
| 経理局     | 公安本部         |                              |                                  |
| 資材局     | 総合人事委員会   |                              |                                  |
| 共済事務局 | 監査委員会事務局 |                              |                                  |
| 旅客局     |                  |                              |                                  |

### 地方機関
鉄道管理局および総局が設けられ、地域ブロックの業務を管理し、本社の指示を現業機関に伝えるとともに、輸送関係業務の一部も行った。
地方単位で鉄道管理局を総括的に管轄する総局（北海道・九州・四国・新幹線）は、旧支社制度（1957年1月16日-1970年8月14日）を引き継いで、鉄道管理局間にまたがる業務を管理した。
1985年3月20日の組織改正で、駐在理事室（仙台・名古屋・大阪）は廃止、輸送計画室（東北・中部・関西）は仙台・名古屋・大阪の各鉄道管理局内に企画調整室と輸送計画室を新設して統合した。ほかに首都圏本部、東北・上越新幹線総合指令本部が置かれた。
鉄道管理局、地方部局、工場などは総局、輸送計画室などの下に置かれ、駅、車両基地などの現業機関を管理した。

### 現業機関
地方機関である鉄道管理局および総局の下で実際に輸送業務に従事する機関で、全国鉄職員のおよそ85%が所属した。分割民営化時点で以下の47の現業機関が設けられ、全国30総局・鉄道管理局に合わせて約6300機関が存在した（1986年12月時点）。それぞれ駅長、区長、室長などをトップとし、その下に中間管理職の首席助役・助役、職種ごとの責任者として主任・職場長を置いた。
- 駅
- 営業所
- 操車場
- 信号場
- 車掌区
- 車掌所
- 連絡船
- 船舶管理所
- 船舶施設区
- 桟橋
- 船員区
- 機関区
- 電車区
- 気動車区
- 客車区
- 客貨車区
- 貨車区
- 運転所
- 運転区
- 保線区
- 保線所
- 機械軌道区
- 営林区
- レールセンター
- 建築区
- 機械区
- 機械所
- 電力区
- 変電区
- 信号通信区
- 通信区
- 信号区
- 電気区
- 電気所
- 電気工事区
- ヤックス管理区
- 鉄道公安室
- 工事区
- 構造物検査センター
- 乗車券管理センター
- 車両所
- CTCセンター
- 管財区
- 資材センター
- 経理資材所
- 要員機動センター
- 自動車営業所

### 鉄道工場
1952年時点では、以下の鉄道工場を有していた。
- 釧路工場
- 旭川工場
- 苗穂工場
- 五稜郭工場
- 盛岡工場
- 土崎工場
- 郡山工場
- 新津工場
- 新小岩工場
- 大井工場
- 大船工場
- 大宮工場
- 長野工場
- 浜松工場
- 豊川分工場
- 名古屋工場
- 松任工場
- 吹田工場
- 鷹取工場
- 高砂工場
- 後藤工場
- 多度津工場
- 広島工場
- 幡生工場
- 小倉工場
- 若松工場
- 西鹿児島工場

## 予算
国鉄の予算案は運輸大臣に提出され、大蔵省との大臣折衝を経て閣議決定後、政府関係機関予算の一つとして国会に提出された。また自己資金、借入金、鉄道債券の発行で調達する「資金計画」を4半期ごとに定め、4半期開始日の20日前までに運輸大臣、大蔵大臣、会計検査院に提出することが義務付けられていた。
収入支出予算は損益勘定、資本勘定、工事勘定、特定債務整理特別勘定の4勘定が設けられた。
- 損益勘定における収入は、運輸収入、雑収入と、国の一般会計からの助成金受入、収入不足を補填する資本勘定からの受入が充てられた。助成金受入は1960年代まで損益勘定収入の0.1%程度で推移していたが、財政状況の悪化で1970年代以降増加した。また資本勘定からの受入は損益勘定の収入不足拡大に伴って1971年から始まったもので、1970年度までは損益勘定から資本勘定への繰り出し支出を行っていた。日本国有鉄道再建法成立直前の1978年度予算では、助成金受入（工事費補助金、地方交通線特別交付金など）が7%、資本勘定からの受入が15%に達し、損益勘定収入の4分の1近くが助成金と借入金で占められた。
- 資本勘定の収入は資産充当、鉄道債券及び借入金、国からの貸付金及び補助金が充てられた。このうち鉄道債券及び借入金は、1960年代まで資本勘定収入の50%前後だったが、損益勘定の収入不足補填のために資本勘定から繰出支出を行うようになったことから、借入金を中心に急速に増加。1978年度予算では資本勘定収入の95%を占めた。
- 工事勘定は鉄道施設の整備工事費や新幹線建設費などを支出するもので、全額を資本勘定からの受入でまかなった。
- 特定債務整理特別勘定は1976年に新設されたもので、国から償還費用の無利子貸し付けと利子補給を受ける形で棚上げした長期債務の一部（特定債務）を扱った。

## 歴史

### 発足の経緯

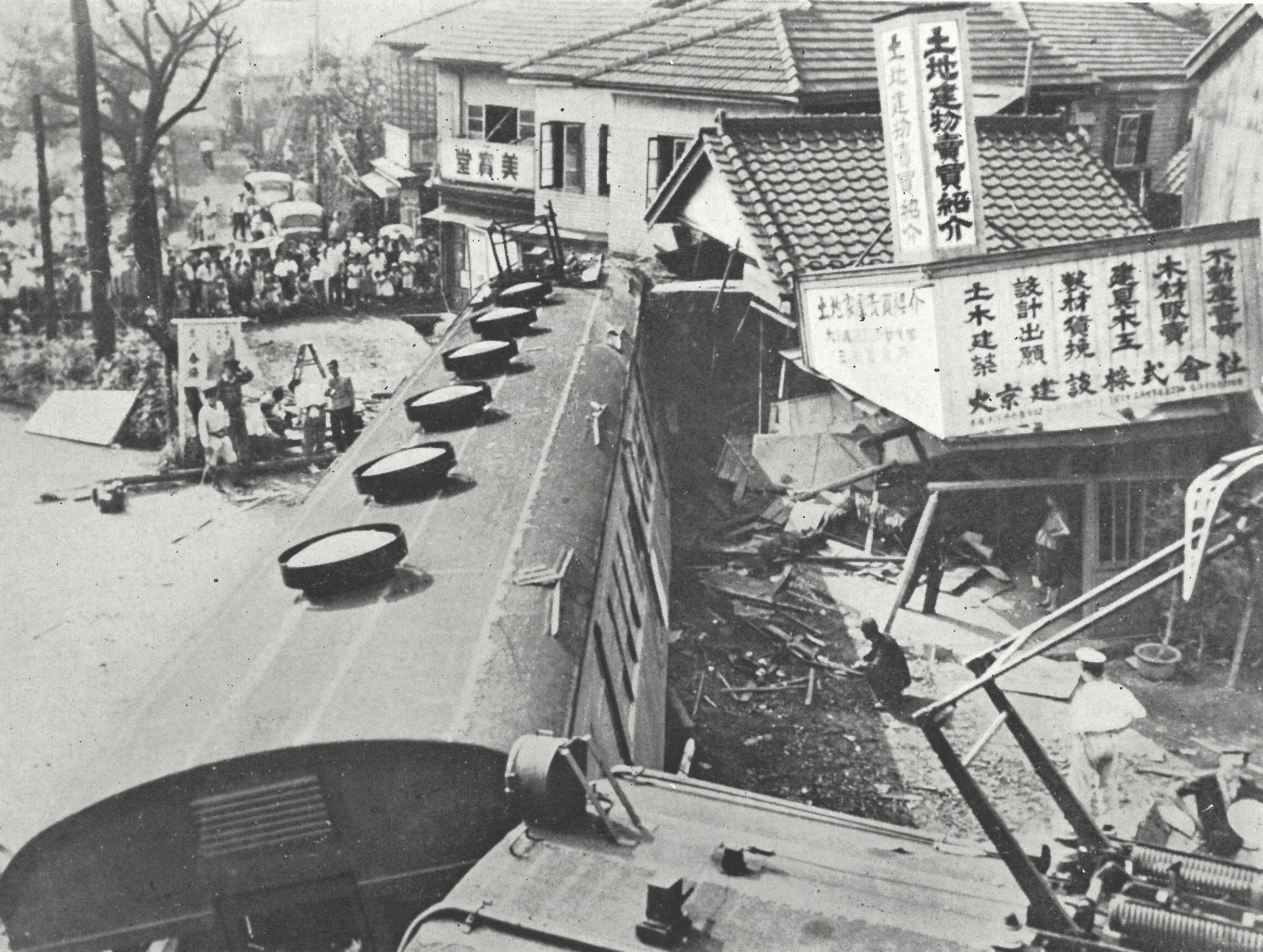
三鷹事件（1949年）。大規模な人員整理が行われる中発生した「三大事件」の一つ

第二次世界大戦後、政府が「国有鉄道事業特別会計」によって運営していた日本の国有鉄道は、インフレーションに加え、復員兵や海外引揚者の雇用の受け皿となったため、運営を所管していた運輸省の1948年度（昭和23年度）国有鉄道事業特別会計は300億円の赤字となり、財政は極度に悪化した。労働争議が頻発する社会情勢の中、連合国軍最高司令官総司令部（GHQ）の総司令官であったダグラス・マッカーサーは、国家公務員の争議を禁止する一方、国家権力の行使とは関係ない国の専売事業や国有鉄道などの国営事業を行う職員を非公務員化し、公務員より緩和した一定の労働権を許すことで効率的な事業経営を目指す、独立採算制の公共企業体 (Public Corporation) 設置を勧告する書簡を出した。
政府の国有鉄道事業を承継する政府出資の新法人「日本国有鉄道」の設立を定めた「日本国有鉄道法」は、1948年（昭和23年）11月30日に国会を通過した。日本国有鉄道は1949年（昭和24年）4月1日に発足する予定だったが、運輸省鉄道総局側の準備が遅れ、同年6月1日にずれ込んだ。一般的には国鉄の発足は、行政官庁運営の国営事業から国出資の企業が運営する公共事業に移行しただけに過ぎず、ほとんど注目されなかった。
国鉄は発足直後の7月1日、定員法に基づき職員3万700人に対し第一次人員整理を通告。さらに7月12日にも第二次人員整理の通告を行い、合計9万5000人が人員整理の対象となった。それが引き金になったとされた国鉄三大ミステリー事件（下山事件・松川事件・三鷹事件）が発生するなど、労務政策面では大きな混乱が見られた。また経営面では、戦時設計の粗悪な車両や地上施設が原因となった「桜木町事故」などの重大事故が発生したが、一方で特別急行・急行の復活など輸送力の回復を強力に推進した。戦時体制のまま承継した地方機関の「鉄道局」「管理部」も再編し、鉄道局を地方支配人に、管理部を鉄道管理局にそれぞれ改組した。
また、1950年（昭和25年）11月14日から15日にかけて、連合国軍最高司令官総司令部の指令に基づくレッドパージの通告が職員461人に対して行われた。

### 第1次5カ年計画 - 第2次5カ年計画

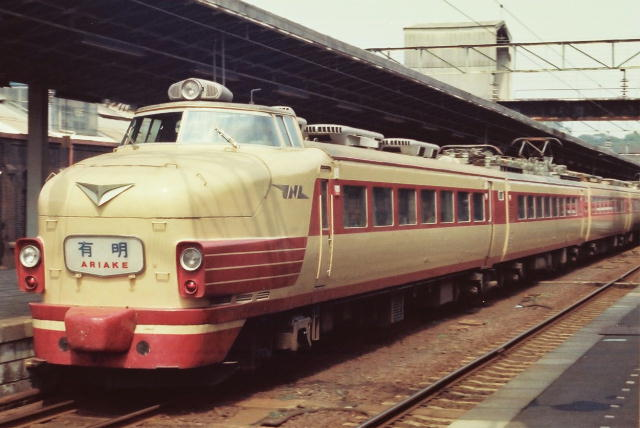
公募で決まった「JNRマーク」と「特急マーク」を取り付けた特急電車（481系電車）

戦前の輸送水準を回復した国鉄は、1957年（昭和32年）からスタートさせた「第1次5カ年計画」に基づき、全国で老朽施設の更新や輸送力増強、動力近代化を推進した。1958年（昭和33年）には初の電車特急となる「こだま号」（151系電車）を登場させ、先頭部には民間からの公募で決めた「JNRマーク」と「特急マーク」を取り付けた。
1961年（昭和36年）には、「第2次5カ年計画」がスタートし投資規模を二千億円に引き上げられた。さらに東海道本線の輸送力増強策として1959年（昭和34年）に着工した東海道新幹線が東京オリンピックを前に1964年（昭和39年）に開業し、国鉄の象徴となった。
一方、この時期から高速道路や航空機との競合が激しさを増した。国鉄総裁の諮問機関である日本国有鉄道諮問委員会は1960年（昭和35年）、「国鉄の経営改善方法に関する意見書」を提出して、ローカル新線の建設など国の政策による過大な負担、終戦直後の過剰な雇用による人件費負担の増大、通勤通学定期・新聞雑誌・農林水産物への異常な割引が、国鉄経営に深刻な影響を与えると警告した。

以上の次第、これをつづめて云えば、昭和45年には、
- 年収8189億円のマンモス企業が
- 借入金の利息1601億円を支払ったあとでは、僅か72億円のカネしか残らない
- ところが一方、年間3300億円の新規投資をしなければ「輸送需要」に追い付けない。
- 従って毎年膨大な借入金をしなければならないが、その額は昭和45年頃ともなれば、1年で5800億円を越える。
- 当然の結果としてその頃の借入金残高は2兆4千億円という大額に上る。

というのが、上記試算に示された「国鉄のこれからの姿」なのである。...  それは「完全破綻」以外の何ものでもないのである。
—国鉄経営の在り方についての答申書（1960年）
しかし政府は新設の日本鉄道建設公団で新線建設を強行し、何の対策も取らなかった結果、国鉄は1964（昭和39）年度に単年度収支で▲300億円の赤字となった。当初は繰り越し利益でカバーしたが、1966（昭和41）年度決算で完全に資本欠損に転落（▲536億円） 、それ以降一度も黒字を計上することはなかった。ただし単年度収支では旅客部門のみ1984年度以降黒字になった。
また総評系の国鉄労働組合（国労）と国鉄動力車労働組合（動労）、同盟系の鉄道労働組合（鉄労）の各大規模労組が、国内の労働運動や政治に一定の影響力を与え続けた。

### 第3次長期計画 - 再建計画

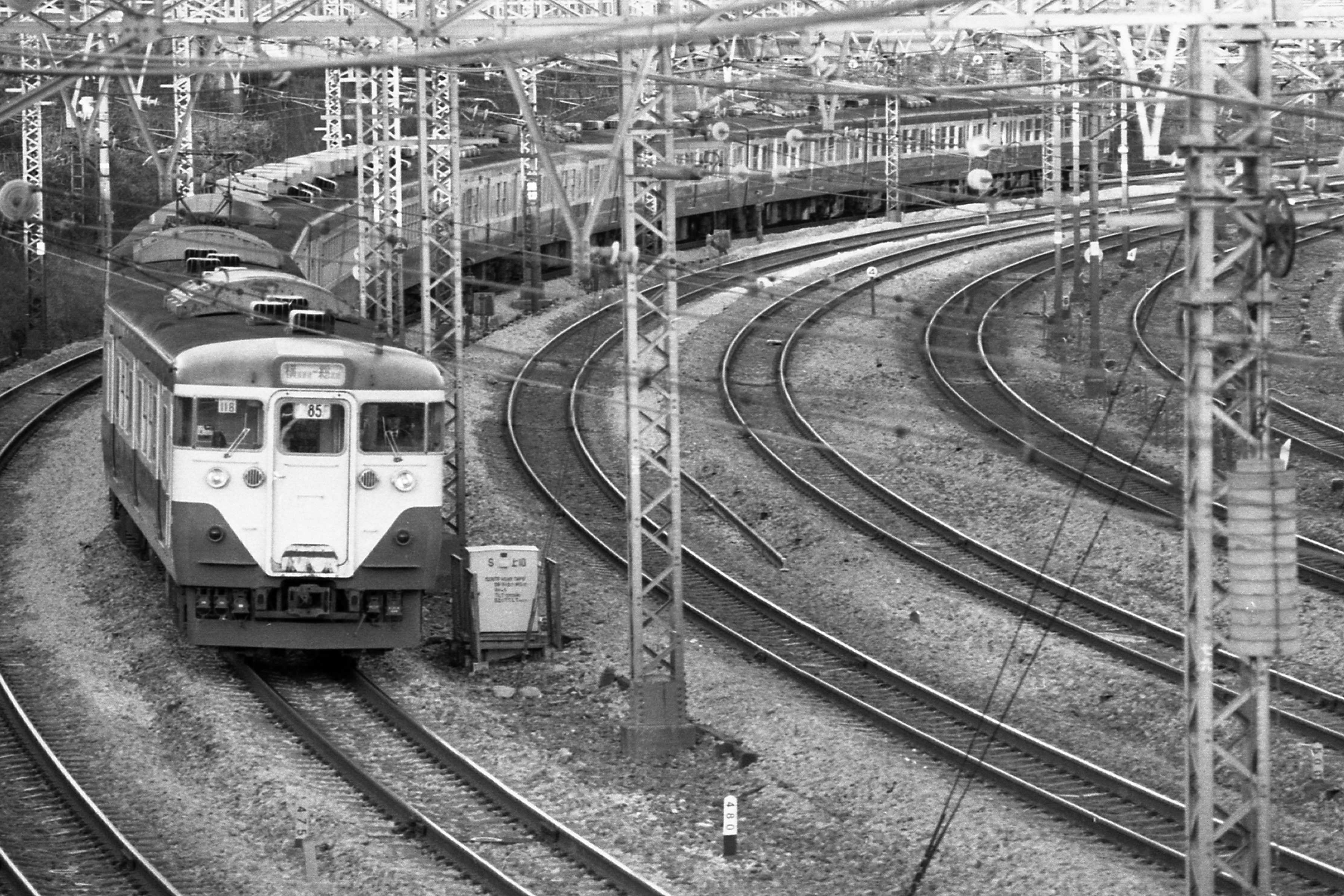
「通勤五方面作戦」で輸送力の増強が進められた首都圏路線（「SM分離」で東海道本線から分離された横須賀線）

「第2次5カ年計画」は国鉄の近代化に大きく貢献したものの、資金不足で1964年（昭和39年）に打ち切られ、新たに多額の借り入れによって輸送改善を推進する「第3次長期計画」に移行。俗に「ヨンサントオ」と呼ばれる1968年（昭和43年）10月のダイヤ改正では、新性能電車などの大量投入を実現した。また高度経済成長に合わせて急速に増大した首都圏の通勤輸送に対応するため、「通勤五方面作戦」と称する輸送力増強計画も進められた。
しかし国鉄財政の一層の悪化を受けて第3次長期計画は同年で打ち切られ、職員削減、省力化などの合理化が本格的に始まった。国鉄諮問委員会は1968年（昭和43年）9月、経営体質の改善が急務として地方83線区（赤字83線）を廃止すべきとの意見書を提出し、国鉄は赤字ローカル線の整理に乗り出した。また同年11月には運輸大臣の諮問機関である国鉄財政再建推進会議も、経営合理化、近代的輸送方式の整備促進、市町村納付金の大幅削減などの具体策を盛り込んだ意見書を提出した。
政府は1969年（昭和44年）、日本国有鉄道財政再建特別措置法を成立させ、10年後の黒字転換を掲げる「財政再建10カ年計画」がスタートしたが、「日本列島改造」を掲げる第1次田中角栄内閣が発足すると、赤字83線の整理計画はわずか4年で打ち切られた。さらに田中内閣は日本鉄道建設公団によるローカル新線建設を継続。貨物輸送の落ち込みと人件費の増大なども重なり、10カ年計画は再三行き詰まって見直しを余儀なくされた。
この時期、国鉄の労使関係は合理化の強化と政治要素が絡んで極度に悪化した。国鉄当局が進めた生産性向上運動（マル生運動）に伴って発生した労働組合に対する不当労働行為問題は、1980年代にかけて現場の混乱と規律低下を招いた。ストライキも頻発し、ダイヤ改正が延期されたり、乗客による暴動（上尾事件・首都圏国電暴動）に発展した事件もあった。1975年（昭和50年）に国労と動労が行った大規模な「スト権奪還ストライキ」は、モータリゼーションの発展で国鉄のシェア低下が進んでいた事に加え、すでに発達していた国鉄以外の公共交通機関や貨物輸送が十分に機能したため、日本全体に悪影響を及ぼすことなく収束。労働組合側の弱体化を招く結果となった。

### 臨調答申と民営化

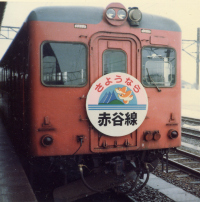
末期には国鉄再建法に基づく特定地方交通線の廃止が相次いだ（赤谷線）

1978年（昭和53年）、運賃法定制の緩和で国会審議を経ずに運賃改定が可能になると、大蔵省の圧力で運賃を毎年値上げせざるを得なくなり、利用客減に拍車がかかった。1980年（昭和55年）11月には、5年間で経営基盤を確立するなどとした日本国有鉄道経営再建促進特別措置法（日本国有鉄道再建法）が成立した。再建法には日本鉄道建設公団による地方路線建設の凍結、輸送密度に応じた幹線・地方交通線の区分とそれに基づく複数運賃制度の導入、輸送密度の低い特定地方交通線の国鉄からの経営分離が盛り込まれた。
しかし1981年（昭和56年）から1982年（昭和57年）にかけて、政府の第二次臨時行政調査会（臨調）で進む国鉄問題審議に歩調を合わせ、かねてから国民から大きな反発を受けていたストライキの連発に重ねて、ヤミ手当やヤミ超勤、職場での飲酒行為など現場の悪慣行が次々とマスメディアにスクープされ、国鉄全体が世論から集中砲火を浴びた。
臨調は1982年（昭和57年）7月の基本答申で、5年以内に本州4ブロック程度と北海道、四国、九州に国鉄を分割して民間会社に移行すべきとの方針を示した。政府は「国鉄緊急事態宣言」を出して新規採用の原則停止、職員数削減などを推進。1983年（昭和58年）には国鉄再建監理委員会が発足して民営化に向けた作業が始まった。国鉄側は1985年（昭和60年）1月10日、「非分割民営化」を盛り込んだ独自の再建案を監理委員会に提出したが支持を得られず、仁杉巌総裁は解任された。
後任の杉浦喬也総裁は、常務理事ら幹部を大幅に入れ替えて6分割民営化を基本とする答申を提出し、各地に「地区経営改革実施準備室」を設置して民営化に向けた作業を開始した。1986年（昭和61年）には国労とともに分割民営化に反対していた動労が、同年の衆参同時選挙で自民党が圧勝し、分割民営化が事実上確定したことから「協力して組合員の雇用を守る」と容認に転換。1986年（昭和61年）11月に国鉄分割民営化関連法案が成立し、1987年（昭和62年）4月1日にJRグループが発足（→国鉄分割民営化）した。
国鉄の経営状況は、単年度の営業収支では旅客部門に限って1984（昭和59）年度に黒字化した。そして、国鉄最終年度である1986（昭和61）年度の旅客部門の単年度の営業収支は3,663億円の営業利益を計上したが、貨物部門は依然として大幅な赤字を計上していた。また、累積債務は37兆円を超え、長期債務の支払い利子だけで年1兆円を超えるなど、営業外費用が営業利益を上回って増大する状況が続いた。これについては国は抜本的な対策を講じないまま、長期債務の大部分を日本国有鉄道清算事業団（国鉄清算事業団）に切り離す形で問題解決を「先送り」にした結果、のちの債務償還計画破綻につながった。

#### 国鉄の新会社移行作業
1986年（昭和61年）11月28日の参議院本会議で、日本国有鉄道改革法など国鉄分割民営化関連8法案は自民党などの賛成多数で成立した。これを受け国鉄は12月3日付で、本社内に採用職員や新会社の経営組織・体制を決定する以下の「設立準備室」および「移行準備室」を設置（かっこ内は室長。役職名は国鉄→新法人の順）。これらの準備室が事実上新会社の母体となった。また各準備室を統括する国鉄本社新会社設立委員会（設立委員長・斎藤英四郎経団連会長）が設けられ、12月11日に初会合が開催された。
- 北海道旅客会社設立準備室（大森義弘北海道総局長→JR北海道社長）
- 東日本旅客会社設立準備室（山之内秀一郎常務理事→JR東日本副社長）
- 東海旅客会社設立準備室（川口順啓常務理事→JR東海常務）
- 西日本旅客会社設立準備室（山田度常務理事→JR西日本常務）
- 四国旅客会社設立準備室（伊東弘敦常務理事→JR四国社長）
- 九州旅客会社設立準備室（石井幸孝九州総局長→JR九州社長）
- 日本貨物会社設立準備室（岡田昌久常務理事→JR貨物常務）
- 新幹線保有機構設立準備室（前田喜代治常務理事→国鉄清算事業団副理事長）
- 日本国有鉄道清算事業団移行準備室（同上）

12月9日には分割民営化の新会社第1号となる鉄道通信株式会社と鉄道情報システム株式会社の創立総会が国鉄本社で開催された。12月15日には旅客、列車、業務の本社各指令を廃止し、北海道総局、首都圏本部、名古屋鉄道管理局、大阪鉄道管理局、四国総局、九州総局の6局にそれぞれ「本社指令」を設置。全国一元の指令体制が消滅した。また国鉄本社は、政府・自民党の示したガイドラインに基づき、新法人が引き継ぐすべての事業、資産、債務の割り振りを定める「承継実施計画」の作成を開始した。
新会社設立委員会は21万5,000人を採用する基本計画をまとめ、12月24日から「配属先希望調査表」を職員に配布。1987年（昭和62年）1月7日の期限までに22万7600人が提出した。新会社への就職希望者は21万9130人で、1月18日までに公安部門転出者を含む3万1476人が退職希望を明らかにした。2月2日には鉄労、動労など労使協調路線の組合で構成する全日本鉄道労働組合総連合会（鉄道労連）が発足した。設立委員会は20万4126人の採用を内定し、2月16日から採用通知書の交付を開始した。通知後の辞退者が多く、清算事業団を除いた11法人がすべて定員割れとなったが、欠員の補充採用は民営化後に各社が行うこととされた。
新会社移行に向けた職員の大規模異動は2月14日付の管理職異動から始まった。14日付の異動対象は本社および総局・鉄道管理局の幹部職員、現場管理職の合わせて8,400人（うち3,200人が退職）で、国鉄本社からは幹部職員の約3割が管理局などに転出した。2月17日には橋本龍太郎運輸大臣が新会社首脳人事を発表（全役員人事は3月17日発表）。新会社の経営陣には財界人や運輸省元幹部らが加わったが、7社全役員の約6割にあたる62人は常務理事や本社局長など、横滑りした国鉄幹部が占めた。
職員の大規模異動が終盤を迎え、民営化を1カ月後に控えた3月1日から、全国の現業機関は各設立準備室が決定した新会社の運営体制に合わせた業務体制に移行した。同時に新会社の営業エリアに合わせて全国14路線で管理局界の変更が行われた。作成作業が進められていた承継実施計画は3月4日に国鉄本社から運輸省に提出され、各法人が承継する路線および車両、施設、債務額などが確定した。3月16日には一般職員に対し、新会社の所属部署や職名の通知書が交付された。3月23日から3月25日にかけて新会社各社の創立総会が相次いで開催され、4月1日午前0時から各新会社による運営に移行した。

## 営業成績
| 年度 (昭和) | 営業収入 | うち 旅客収入 | うち 貨物収入 | 営業経費 | 本年度純損益 | 累計積立金/ 累計欠損金 | 累計長期負債 |
| ----------- | -------- | ------------- | ------------- | -------- | ------------ | ---------------------- | ------------ |
| 24          | 1,117    | 685           | 411           | 1,175    | ▲ 23         | 0                      | 716          |
| 25          | 1,432    | 739           | 664           | 1,415    | 50           | 50                     | 716          |
| 26          | 1,839    | 916           | 868           | 1,866    | ▲ 3          | 21                     | 886          |
| 27          | 2,182    | 1,098         | 1,026         | 2,203    | ▲ 17         | 6                      | 1,045        |
| 28          | 2,521    | 1,264         | 1,192         | 2,518    | 4            | 11                     | 1,270        |
| 29          | 2,527    | 1,321         | 1,147         | 2,563    | ▲ 35         | ▲ 19                   | 1,466        |
| 30          | 2,630    | 1,355         | 1,201         | 2,814    | ▲ 183        | ▲ 198                  | 1,696        |
| 31          | 2,879    | 1,482         | 1,320         | 3,041    | ▲ 153        | ▲ 357                  | 1,979        |
| 32          | 3,339    | 1,733         | 1,521         | 3,186    | 226          | ▲ 131                  | 2,162        |
| 33          | 3,358    | 1,834         | 1,427         | 3,347    | 102          | ▲ 29                   | 2,540        |
| 34          | 3,678    | 1,917         | 1,523         | 3,650    | 34           | 6                      | 3,053        |
| 35          | 4,075    | 2,164         | 1,641         | 3,993    | 54           | 60                     | 3,620        |
| 36          | 5,054    | 1,618         | 2,016         | 4,588    | 464          | 525                    | 4,230        |
| 37          | 5,291    | 1,989         | 1,960         | 4,775    | 497          | 1,022                  | 5,407        |
| 38          | 5,687    | 3,384         | 2,115         | 5,144    | 574          | 1,595                  | 6,890        |
| 39          | 6,002    | 3,697         | 2,090         | 6,326    | ▲300         | 1,295                  | 8,313        |
| 40          | 6,341    | 4,121         | 1,982         | 7,571    | ▲1,230       | 65                     | 11,102       |
| 41          | 7,939    | 5,484         | 2,200         | 8,547    | ▲601         | ▲536                   | 13,689       |
| 42          | 8,561    | 5,916         | 2,361         | 9,508    | ▲941         | ▲1,477                 | 16,435       |
| 43          | 9,165    | 6,434         | 2,393         | 10,526   | ▲1,344       | ▲2,821                 | 19,306       |
| 44          | 10,440   | 7,602         | 2,449         | 11,763   | ▲1,316       | ▲4,137                 | 22,491       |
| 45          | 11,457   | 8,463         | 2,544         | 13,006   | ▲1,517       | ▲5,654                 | 26,037       |
| 46          | 11,782   | 8,596         | 2,501         | 14,207   | ▲2,342       | ▲7,996                 | 30,871       |
| 47          | 12,443   | 9,216         | 2,395         | 15,944   | ▲3,415       | ▲11,411                | 37,191       |
| 48          | 13,791   | 9,922         | 2,381         | 18,407   | ▲4,544       | ▲15,955                | 43,679       |
| 49          | 18,209   | 13,151        | 2,415         | 22,329   | ▲6,508       | ▲22,463                | 55,381       |
| 50          | 15,714   | 11,252        | 2,405         | 27,444   | ▲9,147       | ▲31,610                | 67,793       |
| 51          | 19,931   | 15,290        | 2,779         | 29,156   | ▲9,141       | ▲9,742                 | 54,582       |
| 52          | 25,702   | 19,499        | 3,095         | 32,147   | ▲8,339       | ▲18,082                | 68,866       |
| 53          | 23,690   | 18,237        | 3,070         | 34,714   | ▲8,867       | ▲26,949                | 84,619       |
| 54          | 29,021   | 21,550        | 3,540         | 37,446   | ▲8,218       | ▲35,167                | 101,492      |
| 55          | 29,637   | 22,424        | 3,296         | 39,643   | ▲10,084      | ▲11,788                | 90,770       |
| 56          | 31,730   | 24,035        | 3,114         | 43,254   | ▲10,859      | ▲22,647                | 108,294      |
| 57          | 33,130   | 25,415        | 2,794         | 47,749   | ▲13,778      | ▲36,425                | 127,235      |
| 58          | 32,989   | 25,797        | 2,415         | 51,401   | ▲16,604      | ▲53,029                | 146,611      |
| 59          | 33,898   | 27,504        | 1,985         | 52,091   | ▲16,504      | ▲69,533                | 165,048      |
| 60          | 35,528   | 29,422        | 1,857         | 55,728   | ▲18,478      | ▲88,011                | 182,409      |

|                     |                     | 昭和55   | 56       | 57       | 58       | 59       |
| ------------------- | ------------------- | -------- | -------- | -------- | -------- | -------- |
| 幹線                | 東京圏              | 1,364    | 1,742    | 2,017    | 2,034    | 2,543    |
| 幹線                | 大阪圏              | ▲ 464    | ▲ 407    | ▲ 397    | ▲ 359    | ▲ 268    |
| 幹線                | 東海道・山陽新幹線  | 3,936    | 4,434    | 4,723    | 4,870    | 5,449    |
| 幹線                | 東北・上越新幹線    | N/A      | N/A      | ▲ 558    | ▲ 955    | ▲ 921    |
| 幹線                | その他幹線          | ▲ 5,950  | ▲ 6,202  | ▲ 6,754  | ▲ 6,933  | ▲ 6,253  |
| 幹線                | 幹線損益小計        | ▲ 4,175  | ▲ 3,244  | ▲ 2,587  | ▲ 1,444  | 345      |
| 地方交通線/地方バス | 地方交通線/地方バス | ▲ 2,453  | ▲ 2,806  | ▲ 3,295  | ▲ 3,624  | ▲ 3,959  |
| 一般営業損益        | 一般営業損益        | ▲ 4,865  | ▲ 4,436  | ▲ 3,906  | ▲ 3,207  | ▲ 786    |
| 特定人件費          | 特定人件費          | ▲ 3,456  | ▲ 4,809  | ▲ 5,681  | ▲ 7,878  | ▲ 9,021  |
| 全体損益            | 全体損益            | ▲ 10,084 | ▲ 10,859 | ▲ 11,563 | ▲ 12,946 | ▲ 12,635 |

## 長期債務償還とその破綻

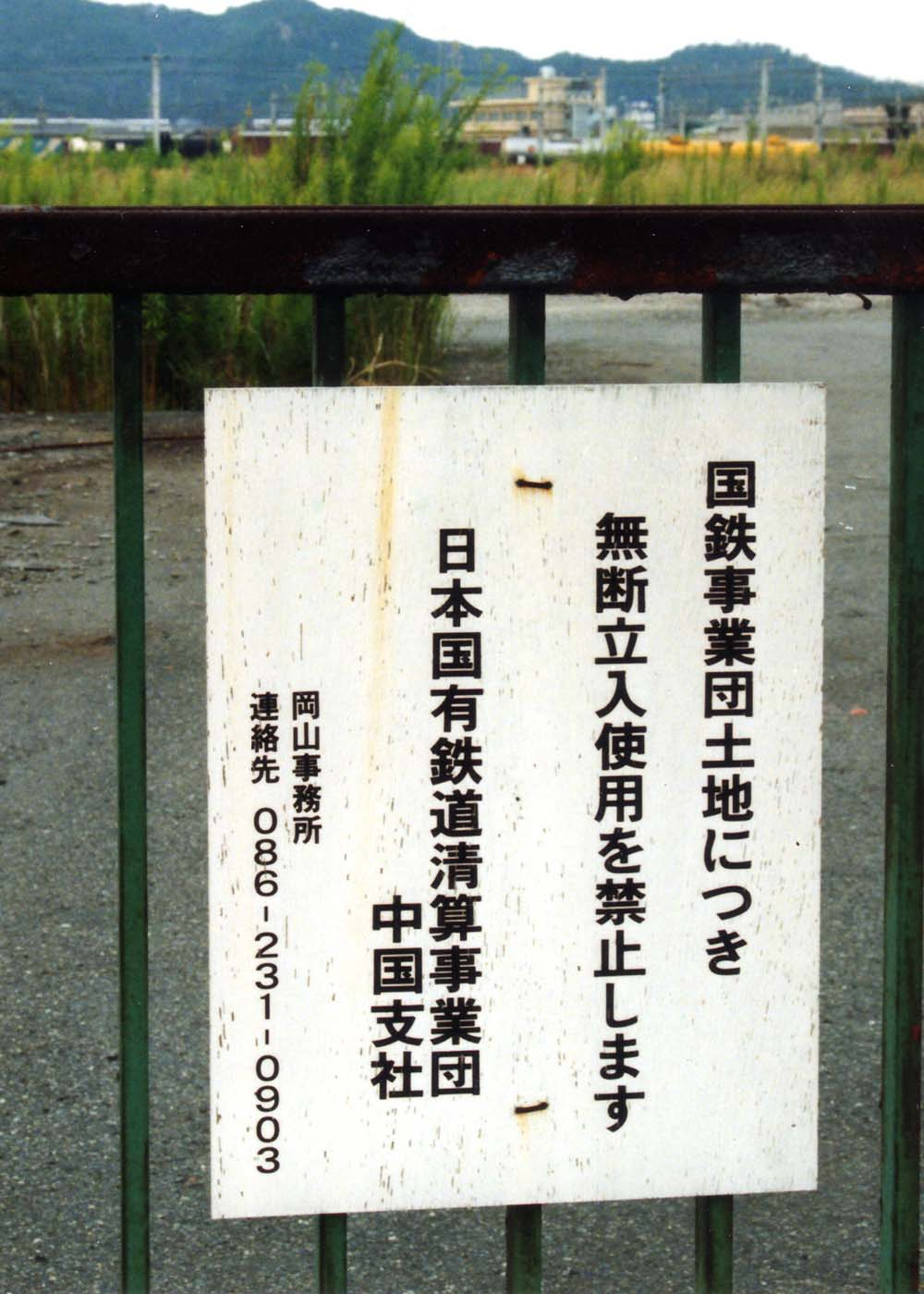
売却処分のため国鉄清算事業団に移管された遊休国鉄用地（1993年、旧岡山操車場跡地。現・岡山ドーム）

分割民営化によって処理すべき債務は、最終の国鉄長期債務25兆0600億円のほか、日本鉄道建設公団債務および本州四国連絡橋公団債務の国鉄負担分、北海道・四国・九州の各新会社に対する経営安定化基金原資を合わせた31兆4500億円に上った。さらに民営化にともなう年金負担などの将来費用5兆6600億円を加えた37兆1100億円について、国鉄清算事業団と新幹線鉄道保有機構、新会社6社（JR東日本、JR東海、JR西日本、JR貨物、鉄道通信、鉄道情報システム）が承継した。このうち新会社が5兆9300億円、新幹線鉄道保有機構が5兆6300億円を引き継ぎ、残る6割に相当する25兆5200億円について、国鉄清算事業団が引き継いだ。
国鉄清算事業団承継の長期債務償還には、清算事業団に移管された不要の旧国鉄用地の売却益（見込み額7兆7000億円）、JR株式の売却益など（同1兆1,600億円）、新幹線鉄道保有機構からの貸付金収入（同2兆8,800億円）を充てるとしていたが、当初から13兆7,700億円は財源不足として国民負担とする計画だった。
巨額の債務に対し毎年約1兆円の支払い利息が発生したため、政府は1987年（昭和62年）から年間数百億 - 2,000億円程度の利子支払い補助金を拠出したが、株式市場の低迷および土地価格の下落で、バブル景気時の見込みはもとより、民営化以前から問題となっていた支払い利息分を超える収入すら得ることができずに毎年多額の損失を計上。さらに借り換え資金の調達額の増加に伴う新たな利払いも増えたために、1996（平成8）年度には1日あたり24億円の支払い利息が新たに発生する状況に陥った。
このため、元本の処理すらできないまま債務総額は28兆3,000億円に膨張して償還スキームは事実上破綻し、国鉄清算事業団は1998年（平成10年）に解散した。
結局、償還不能となった債務のうち、政府保証付債務24兆2,000億円は、1986年（昭和61年）および1988年（昭和63年）の閣議決定に基づいて1998（平成10）年度の国の一般会計に繰り込まれ、郵便貯金特別会計からの特別繰り入れ（2002年度まで）、たばこ特別税収、一般会計国債費などを財源とした、国民負担による債務処理が現在も継続中である。
各年度末における政府保証付国鉄長期債務残高の推移の概要は次の通りである。
| 年度                                | 年度         | 残高          |
| ----------------------------------- | ------------ | ------------- |
| 2006年度（2007年＝平成19年＝3月末） | 民営化20年後 | 20兆9,964億円 |
| 2011年度（2012年＝平成24年＝3月末） | 民営化25年後 | 18兆6,432億円 |
| 2016年度（2017年＝平成29年＝3月末） | 民営化30年後 | 17兆6,570億円 |
| 2021年度（2022年＝令和4年＝3月末）  | 民営化35年後 | 15兆5,678億円 |

いっぽう、年金等負担分4兆1,000億円については国鉄清算事業団の土地、株式などの資産を承継した日本鉄道建設公団が、特例業務として資産売却収入と国庫補助金で負担することになった。のち2003年（平成15年）の日本鉄道建設公団の独立行政法人化に伴い、現在は独立行政法人鉄道建設・運輸施設整備支援機構が負担を継続している。

## 歴代の国鉄総裁
| 代 | 氏名       | 就任期間                      | 辞任理由・備考                                    |
| -- | ---------- | ----------------------------- | ------------------------------------------------- |
| 1  | 下山定則   | 1949年6月1日 - 1949年7月6日   | 下山事件で急逝                                    |
| 2  | 加賀山之雄 | 1949年9月24日 - 1951年8月24日 | 桜木町事故で引責辞任                              |
| 3  | 長崎惣之助 | 1951年8月25日 - 1955年5月19日 | 紫雲丸事故で引責辞任                              |
| 4  | 十河信二   | 1955年5月20日 - 1963年5月19日 | 東海道新幹線建設費問題で2期目の任期満了に伴い退任 |
| 5  | 石田禮助   | 1963年5月20日 - 1969年5月26日 | 高齢により勇退                                    |
| 6  | 磯崎叡     | 1969年5月27日 - 1973年9月21日 | 「マル生運動」の違法性指摘・現場混乱を受け辞任    |
| 7  | 藤井松太郎 | 1973年9月22日 - 1976年3月5日  | スト権奪還ストに対する対応の責任を取り辞任        |
| 8  | 高木文雄   | 1976年3月6日 - 1983年12月1日  | 国鉄再建に関して政府の圧力を受け辞任              |
| 9  | 仁杉巌     | 1983年12月2日 - 1985年6月24日 | 国鉄独自の再建案の責任を取り辞任                  |
| 10 | 杉浦喬也   | 1985年6月25日 - 1987年3月31日 | 運輸省から送り込まれた最後の国鉄総裁              |

## 労働組合
日本国有鉄道職員局労働課によれば、労働組合の組合員数は以下の通り。
|                  |                            | 結成日                     | 1976年（昭和51年） | 1980年（昭和55年）     |
| ---------------- | -------------------------- | -------------------------- | ------------------ | ---------------------- |
| 総評系           | 国鉄労働組合               | 1947年（昭和22年）6月5日   | 246,342            | 255,443                |
| 総評系           | 国鉄動力車労働組合         | 1951年（昭和26年）5月23日  | 46,298             | 47,660                 |
| 同盟系           | 鉄道労働組合               | 1968年（昭和43年）10月20日 | 66,554             | 51,697                 |
| その他           | 国鉄労働協議会             | 1969年（昭和44年）11月10日 | 3                  | N/A                    |
| その他           | 全国鉄施設労働組合         | 1971年（昭和46年）4月27日  | 5,541              | 3,730                  |
| その他           | 全国鉄動力車労働組合連合会 | 1974年（昭和49年）3月31日  | 3,075              | 3,076                  |
| その他           | 日本国有鉄道職員組合       | 1963年（昭和38年）5月26日  | 85                 | 92                     |
| その他           | 国鉄東京電気工事局労働組合 | 1975年（昭和50年）3月1日   | 10                 | 7                      |
| その他           | 国鉄千葉動力車労働組合     | 1979年（昭和54年）3月30日  | N/A                | 員数を把握できていない |
| 組合員総計       | 組合員総計                 | 組合員総計                 | 368,338            | 361,705                |
| 任意未加入者合計 | 任意未加入者合計           | 任意未加入者合計           | 10,817             | 8,876                  |

## 関連事業・関連施設

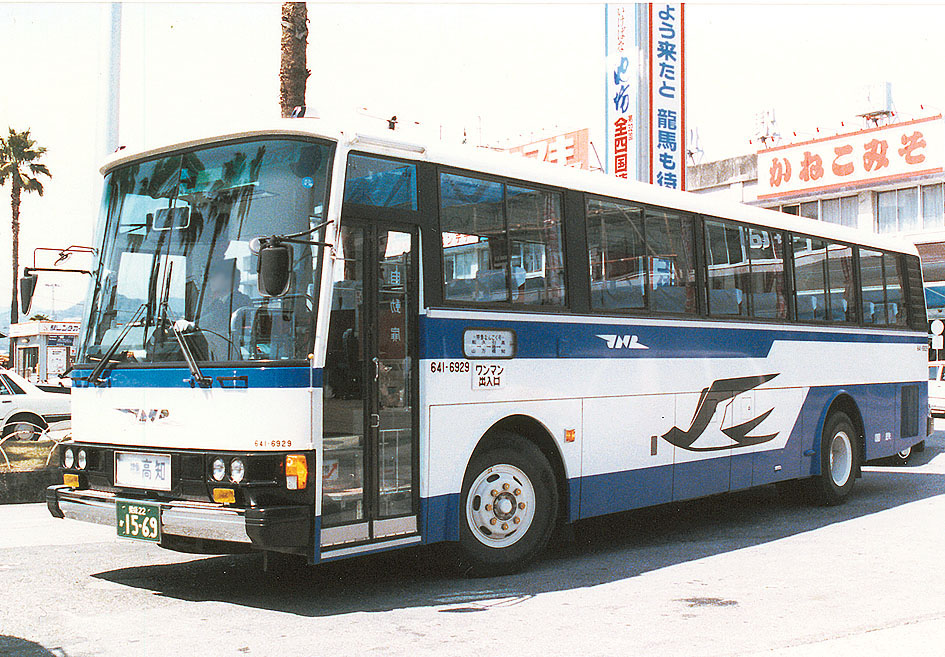
国鉄バス（特急なんごく号）

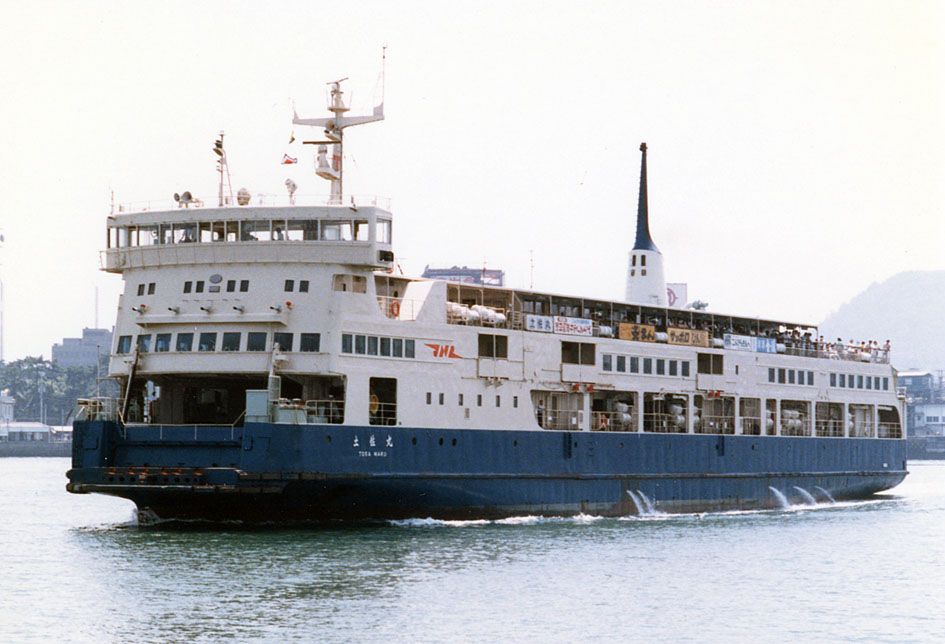
国鉄が運営した鉄道連絡船（宇高連絡船土佐丸）

国鉄またはその関連組織が行っていた鉄道事業以外の事業を下記に挙げる。

### 自動車事業（国鉄バス）
国鉄の代行・先行・短絡・培養・補完の役割を掲げ、乗合・貸切旅客自動車事業および貨物自動車事業を行った。国鉄分割民営化時には、地方自動車局（自動車部、自動車管理室）ごとにその地域を管轄する旅客鉄道会社に承継された後、分社化された。

### 船舶事業（鉄道連絡船）
水域によって隔絶された路線を連絡するため、鉄道連絡船を運航した。青函、宇高、宮島、仁堀、大島、関門の6航路が存在し、仁堀、大島、関門の3航路は国鉄時代に廃止、他の3航路はそれぞれJR北海道、JR四国、JR西日本が承継した。

### 鉄道病院

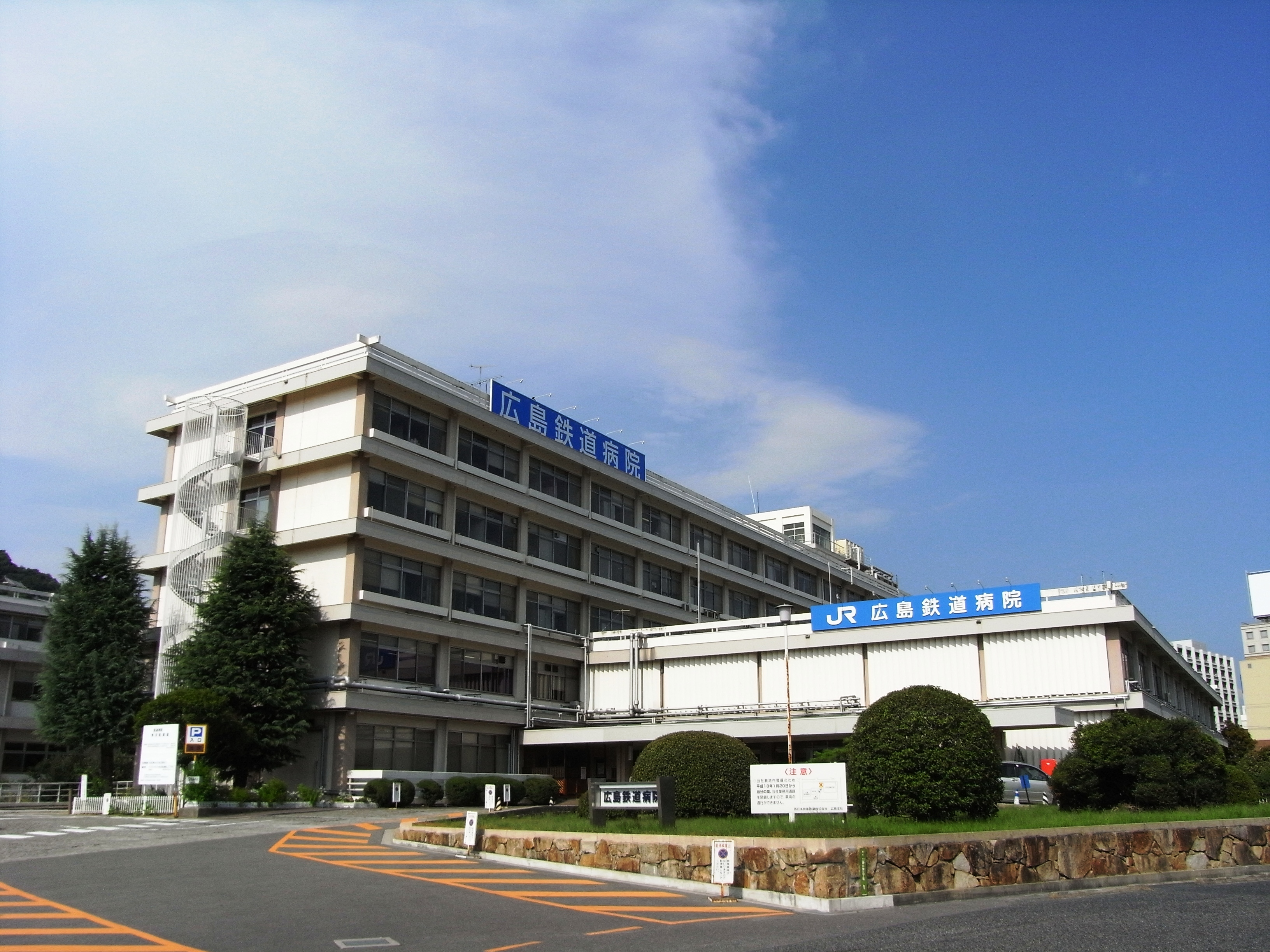
JR西日本に承継された広島鉄道病院（現・医療法人JR広島病院）

大正時代半ばから国鉄職員を対象とした医療施設として鉄道病院が順次開設され、日本国有鉄道発足時に国鉄管轄の病院となった。国鉄末期の1982年から1987年にかけて順次保険医療機関の指定を受けて一般の患者も受け入れ可能になった。また機関区・保線区などが併設されている駅構内に鉄道診療所が設けられていることがあった。
- 札幌鉄道病院 → JR札幌病院 （JR北海道）
- 釧路鉄道病院【廃院】
- 青森鉄道病院【廃院】
- 盛岡鉄道病院【廃院】→ 盛岡鉄道健診センター（JR東日本）
- 仙台鉄道病院 → JR仙台病院（JR東日本）
- 秋田鉄道病院【廃院】→ 秋田鉄道健診センター（JR東日本）
- 山形鉄道病院【廃院】（敷地はJR東日本山形支店の一部になっている）
- 水戸鉄道病院【廃院】
- 高崎鉄道病院【廃院】
- 大宮鉄道病院【廃院】
- 千葉鉄道病院【廃院】
- 田端鉄道病院【廃院】
- 中央鉄道病院 → JR東京総合病院（JR東日本）
- 新潟鉄道病院 → 新潟鉄道健診センター（JR東日本）
- 金沢鉄道病院【1985年（昭和60年）3月31日廃院】→ 金沢健診センター（JR西日本）
- 長野鉄道病院【廃院】→ 長野鉄道検診センター（JR東日本）
- 静岡鉄道病院【廃院】→ 静岡鉄道健診センター（JR東海）
- 名古屋鉄道病院 → JR東海総合病院→名古屋セントラル病院（JR東海）
- 大阪鉄道病院（JR西日本）※2022年2月現在、「鉄道病院」の名称のまま現存する唯一の鉄道病院
- 大阪鉄道病院梅田分室【廃院】→ 大阪鉄道病院大阪保健管理部（JR西日本）
- 大阪鉄道病院新宮分室【1985年（昭和60年）3月31日廃院】
- 姫路鉄道病院【1982年（昭和57年）3月31日廃院】 → 大阪鉄道病院姫路分室診療所【1985年（昭和60年）3月31日廃院】
- 福知山鉄道病院【1955年（昭和30年）3月開院→1983年（昭和58年）3月31日廃院】→福知山総合診療センター【1983年（昭和58年）4月1日開院→1984年（昭和59年）3月31日廃院】→福知山鉄道健診センター（国鉄・JR西日本）【1984年（昭和59年）4月】→【廃院】
- 米子鉄道病院 【廃院】→ 米子健診センター（JR西日本）
- 岡山鉄道病院（JR西日本）【1991年（平成3年）3月31日廃院】→ 岡山健診センター（JR西日本）
- 広島鉄道病院（JR西日本）→ JR広島病院（医療法人JR広島病院）
- 下関鉄道病院【1956年（昭和34年）11月1日開院→1982年（昭和57年）3月31日廃院】→ 広島鉄道病院下関分室【1982年（昭和57年）4月1日開院】
- 徳島鉄道病院【廃院】
- 四国鉄道病院【廃院】→ 入院設備を廃止して四国旅客鉄道高松診療所（本社横に移転、旧病院跡地は高松北警察署の新庁舎）
- 門司鉄道病院 → JR九州病院（JR九州）→ 九州鉄道記念病院（医療法人若葉会）
- 熊本鉄道病院【廃院】→ 旧病院跡地は熊本朝日放送 (KAB) 本社ビルになっている
- 大分鉄道病院【廃院】
- 鹿児島鉄道病院【廃院】

### プロ野球
1950年から1965年まで、プロ野球球団「国鉄スワローズ」が存在した。現在の東京ヤクルトスワローズの前身にあたる。発足したばかりの日本国有鉄道職員の意識高揚を目的に第2代加賀山総裁が設立に尽力。国鉄法の規制から、国鉄の外郭団体として設立された「株式会社国鉄球団」がチームを保有した。日本野球機構に加盟し、セントラル・リーグに所属していた。チーム名は、球団発足当時の特急の一つであった「つばめ」にちなんでいる。

### 鉄道公安職員
運輸省時代の1947年に創設。日本国有鉄道発足に合わせて制度が確立された。身分は国鉄職員で、国鉄の鉄道敷地内及び列車内における犯罪や、国鉄の運輸業務に対する犯罪を捜査する権限を持っていた。国鉄分割民営化で廃止され、各都道府県警察本部の鉄道警察隊に改組編入された。

### 国鉄共済組合
国鉄共済組合は、国鉄職員および退職者を対象に長期給付事業（年金）、短期給付事業（医療給付）を行った共済組合。1907年に帝国鉄道庁職員救済組合として発足し、その後の官制改正による国鉄所管官庁の改編にともない、鉄道院職員救済組合（1908年-1918年）、鉄道院共済組合（1918年-1920年）、国有鉄道共済組合（1920年-1948年）と改称。国家公務員共済組合法（旧法）施行にともなって1948年7月に国鉄共済組合に改称した。その後公共企業体職員等共済組合法（廃止、1956年施行）、国家公務員等共済組合法（1984年施行）の適用を受けた。
国鉄共済組合は給付事業のほか、共済組合員である国鉄職員向けの保健事業、貯蓄・貸付事業、物資事業、住宅・宅地分譲事業を取り扱った。また全国で旅館業態の「保養所」70か所、ホテル業態の「弥生会館」9か所（いずれも1986年現在）を経営した。
このうち、国鉄職員とその家庭に生活物資を供給する「物資事業」を行う国鉄共済組合物資部は「国鉄物資部」と通称され、国鉄の拠点駅や乗務員・車両基地の構内、職員アパートなどで職員向けの小売店（購買部・配給所）や食堂（食堂部）などを運営した。国有鉄道共済組合時代の1944年に、物資不足に対応するため物資部が本省部局や鉄道局単位に運営分離された形態を受け継ぎ、国鉄共済組合においても物資部は本社部局および支社、各鉄道管理局ごとに設けられた「支部」単位で運営された。
物資部の各店舗は共済組合員である職員や家族などの関係者に限った利用を建前としていたが、実際には一般客の利用も可能であった。また1950年代以降の国内小売業界におけるスーパーマーケット業態の急速な普及を受け、物資部でも1960年代から70年代にかけて、一般客の利用が見込める主要駅等の購買部や配給所を構外に設け、「国鉄ストア」の商号を用いてスーパーマーケットに転換する経営近代化策を全国各地で進めた。このほか、地域の企業・商店が「国鉄物資部指定店」として物資部と契約を結び、国鉄職員に対し共済組合員価格で商品を販売した。
日本国有鉄道改革法等施行法に基づき、1987年4月に旧国鉄職員とJR各社の社員および退職者を対象とする「日本鉄道共済組合」に改称。のち旧3公社共済組合の厚生年金統合で、1997年4月に長期給付事業を社会保険庁所管の厚生年金に、短期給付および保健事業を新設の「ジェイアールグループ健康保険組合」にそれぞれ引き継ぎ、その他の事業は廃止またはJR系列企業などに事業譲渡した。現在は厚生年金統合の対象期間外にあたる1956年6月以前の年金事業のみを行っている。

## 国鉄在籍歴がある著名人
- 伊藤敏博（歌手）
- 井上義行（内閣総理大臣秘書官）
- 今井泉（小説家）
- 今井雄太郎（元プロ野球選手）
- 太田宏（早稲田大学教授）
- 金子満広（元衆議院議員）
- 川島信也（元長浜市長）
- 川端新二（鉄道著作家）
- 河野豊弘（学習院大学名誉教授）
- 小林恒人（元衆議院議員）
- 三遊亭圓歌（落語家）
- ストロング金剛 （元プロレスラー、タレント）
- 澄田信義（元島根県知事）
- 田口直人（前十日町市長）
- 武井保雄（実業家）
- 田中要次（俳優、分割民営化後は東海旅客鉄道・東海鉄道事業本部に1990年12月8日まで在籍）
- 谷伍平（元北九州市長）
- チャーリーにしなか（漫画家、分割民営化後は東日本旅客鉄道に在籍）
- 寺前巌（元衆議院議員）
- 永瀬和彦（大学教授）
- 西村徳文（元プロ野球選手・監督）
- 野中広務（元内閣官房長官）
- 橋本忍（脚本家・映画監督）
- 伴野豊（衆議院議員）
- 平山三郎（作家）
- 福良淳一（元プロ野球選手・監督）
- 藤井フミヤ（ミュージシャン・歌手）
- 細谷英二（後に、東日本旅客鉄道副社長を経て、りそなホールディングス代表執行役会長となる）
- 宮路年雄（実業家）
- 渡辺均（ワタナベボクシングジム会長）